# Generali
Assicurazioni Generali est une compagnie d'assurance italienne, fondée à Trieste en 1831. En 2022, c'est la plus grande compagnie d'assurance d'Italie et elle se classe parmi les plus grandes compagnies d'assurance du monde en termes de primes nettes et d'actifs.
Les principaux concurrents de Generali au niveau international sont Axa, Allianz et Zurich Insurance Group.
La société est cotée à la bourse de Milan et fait partie de l'indice FTSE MIB de Milan.

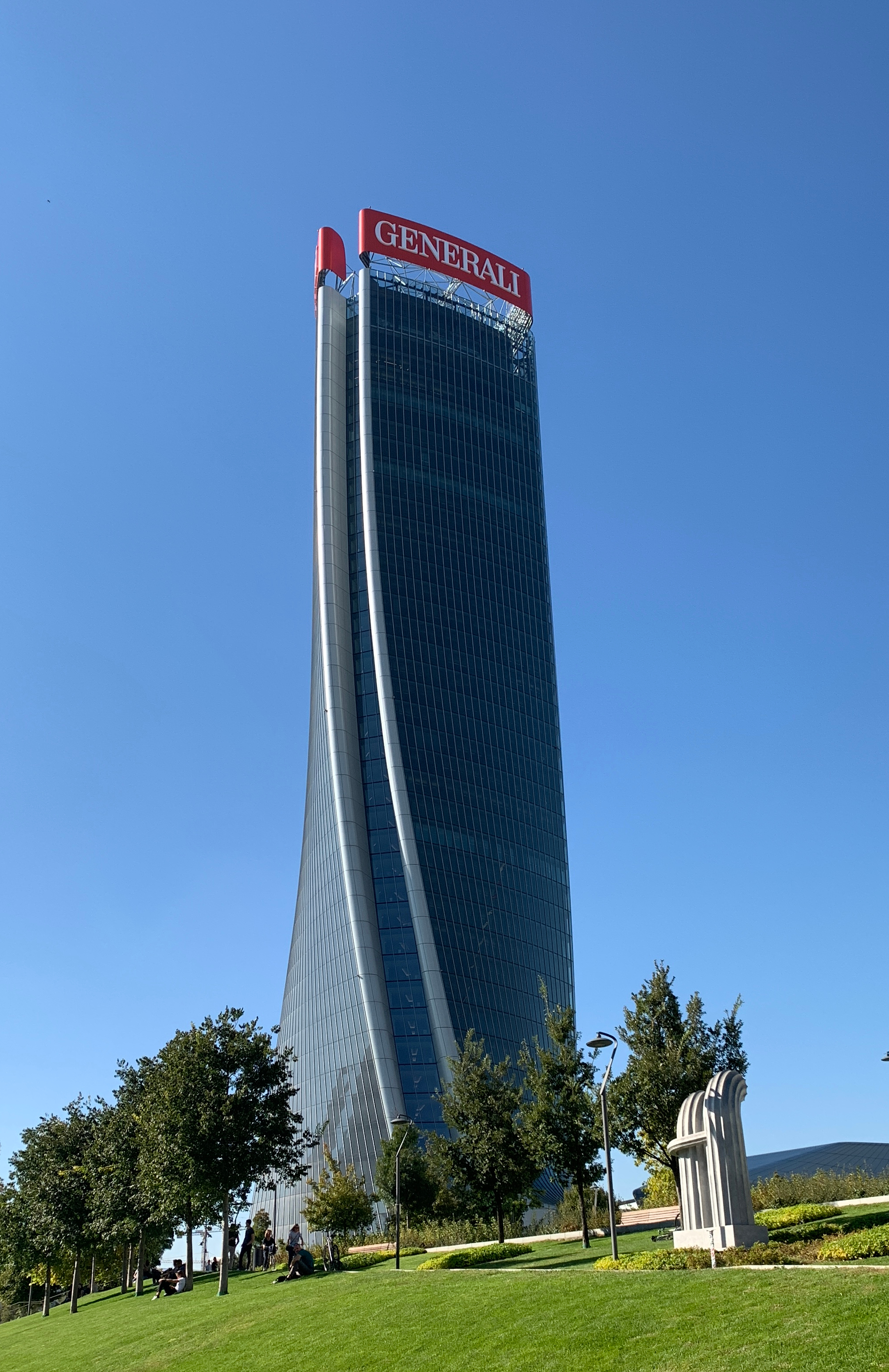
Tour Generali à Milan

## Histoire

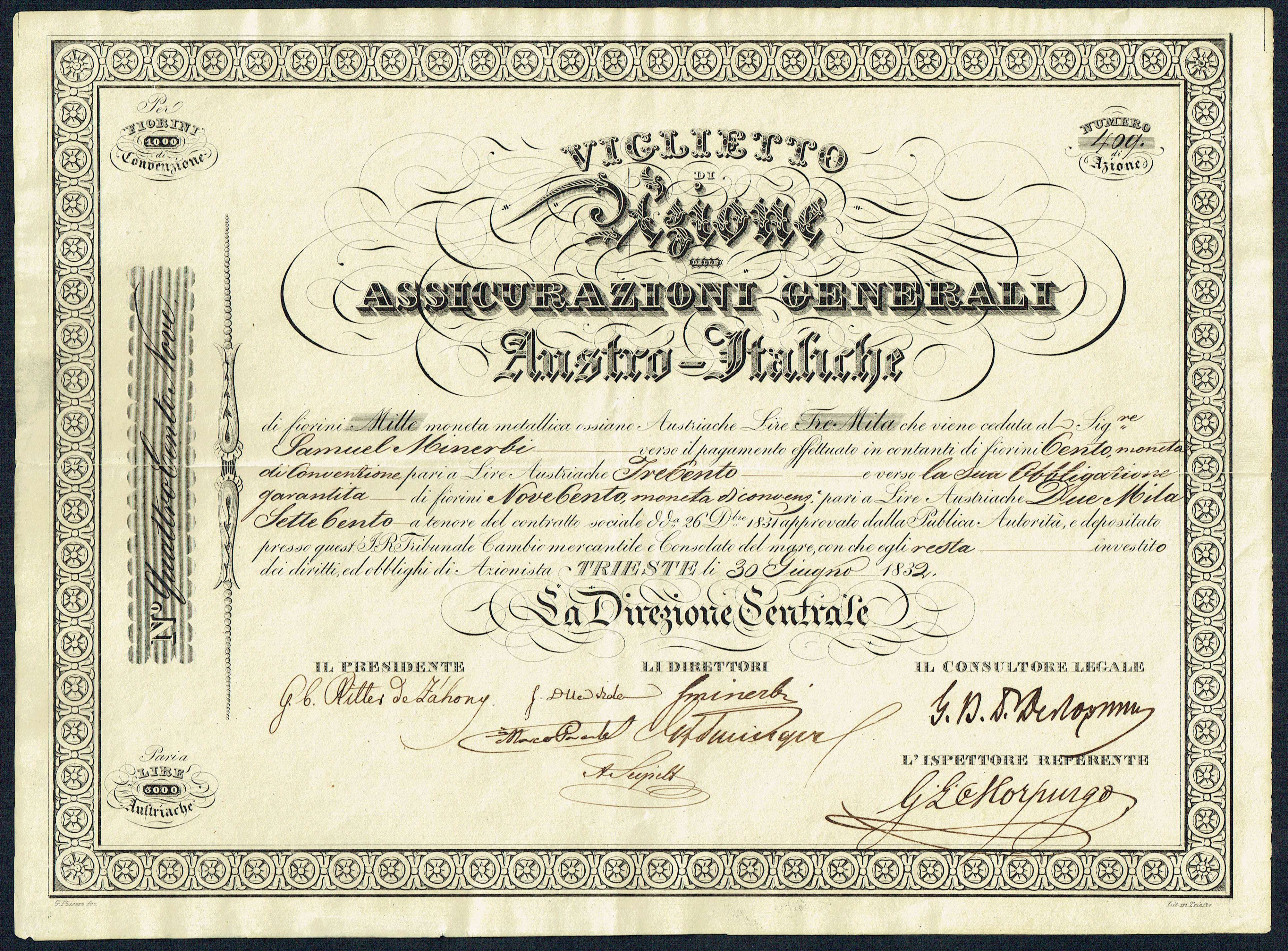
Action de l'Assicurazioni Generali Austro-Italiche en date du 30 juin 1832.

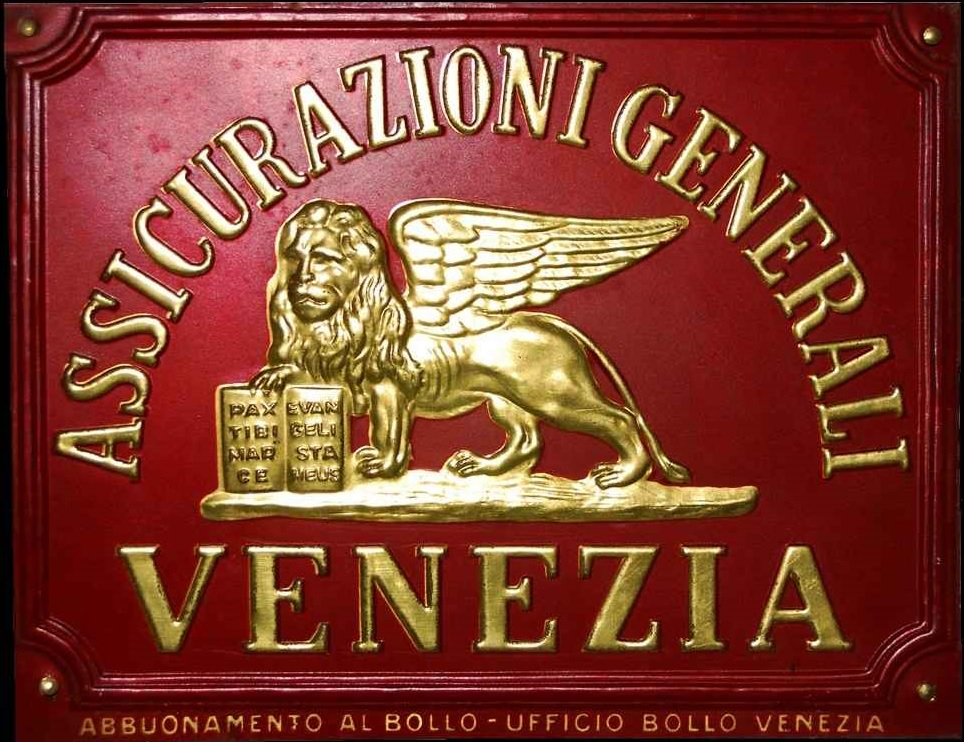
Planche originale de tôle martelée avec signature dorée relevée et le lion de Saint-Marc, ca 1924-1940.

Créée le 26 décembre 1831 sous le nom de Imperial Regia Privilegiata Compagnia di Assicurazioni Generali Austro-Italiche ("Compagnie impériale et royale privilégiée d'assurances générales austro-italiennes") à Trieste. Son promoteur était Giuseppe Lazzaro Morpurgo.
L'adjectif "Generali" ("général") fait référence à la couverture d'assurance complète de la société dans toutes les branches (incendie, vie, grêle, transport maritime, terrestre et fluvial). Cette approche était rare à l'époque où la plupart des compagnies d'assurance de Trieste se concentraient uniquement sur le transport maritime, à l'exception de l'Azienda Assicuratrice qui s'occupait également de l'assurance contre la grêle.
Le label "autrichien-italien" faisait référence à la double structure de gestion de la société, le bureau principal de Trieste étant responsable des affaires de la société et des relations avec la monarchie des Habsbourg (à l'époque, Trieste était le port maritime le plus important de l'empire autrichien). Parallèlement, un bureau de gestion à Venise supervisait les activités en Lombardie-Vénétie et dans la péninsule italienne.
Financée par un capital social de deux millions de florins, Generali a attiré un groupe diversifié d'actionnaires de Trieste et de Lombardie-Vénétie, dont des personnages influents comme Giovanni Cristoforo Ritter de Záhony, Giovanni Battista de Rosmini, Marco Parente, Samuele Della Vida et Pasquale Revoltella.
Le symbole de l'aigle des Habsbourg, clin d'œil à la possession autrichienne de Trieste de 1382 à 1918, a été choisi comme emblème de la société. La présence précoce de Generali sur de multiples marchés s'explique par la nature historiquement commerciale de Trieste et de Venise. Au cours de la première décennie, le réseau d'agences de la société s'est étendu à toutes les régions italiennes, aux principales villes de l'empire et aux principaux ports européens.
En 1832, une première agence française est ouverte à Bordeaux.
Jusqu'en 1847, Gianbattista de Rosmini, conseiller juridique et actionnaire important, joue un rôle central, en tant que président permanent des congrès généraux et en dirigeant efficacement la société. En 1848, à la suite des soulèvements du Risorgimento, la société change son nom en Assicurazioni Generali : l'adjectif "autrichien-italien" a été supprimé. Sur les polices d'assurance, le fameux Lion de Saint-Marc, emblème de Venise, fait son apparition.
En 1856, Generali était devenue la plus grande compagnie d'assurance de l'Empire autrichien; l'année suivante les actions de la société sont cotées à la bourse de Trieste.
Après l'unification de l'Italie, la direction vénitienne de Generali a permis à la société de devenir la plus grande compagnie d'assurance du nouveau royaume, Samuele Della Vida ayant supervisé la branche italienne jusqu'en 1875.
En 1869, Generali a anticipé l'impact significatif de l'inauguration du canal de Suez sur le commerce mondial. Des personnalités clés de l'entreprise, dont Pasquale Revoltella et Giuseppe Morpurgo, ont participé à cet événement historique, Revoltella devenant vice-président de la Compagnie universelle du canal de Suez. L'ouverture du canal a créé un climat économique favorable pour Generali, conduisant à son expansion dans diverses régions, Méditerranée orientale, Afrique du Nord, l'Extrême-Orient et les Amériques.
Sous la direction de Marco Besso, qui dirige la société de 1877 à 1920 et en devient le président, Generali prend une dimension internationale. La compagnie ouvre des agences en Méditerranée, à Saint-Pétersbourg, à Varsovie, en Amérique et en Extrême-Orient. Elle fonde des filiales telles que Erste Allgemeine Schaden- und Unfallversicherung à Vienne (sa première filiale en Autriche), Generala en Roumanie, Anonima Grandine et Anonima Infortuni en Italie. En 1901, la compagnie Assurances Générales de Trieste voit le jour officiellement le 26 avril 1901. Sa vocation est de développer l'assurance-vie en Belgique. En 1905, la compagnie IARD est créée en France sous le nom de Concorde Assurances.
Au cours de cette période, les bureaux italiens les plus prestigieux de Generali sont construits, notamment à Florence, Trieste, Milan, Rome et Turin. En 1914, la Procuratie Vecchie, le siège de l'administration de Venise, est restructurée.

Au milieu des défis de la Première Guerre mondiale, qui a opposé l'Italie à l'Autriche-Hongrie, les sièges vénitiens et de Trieste de Generali ont maintenu leur indépendance opérationnelle, permettant à la société de naviguer dans des circonstances complexes sans prendre de positions politiques susceptibles de compromettre son intégrité.

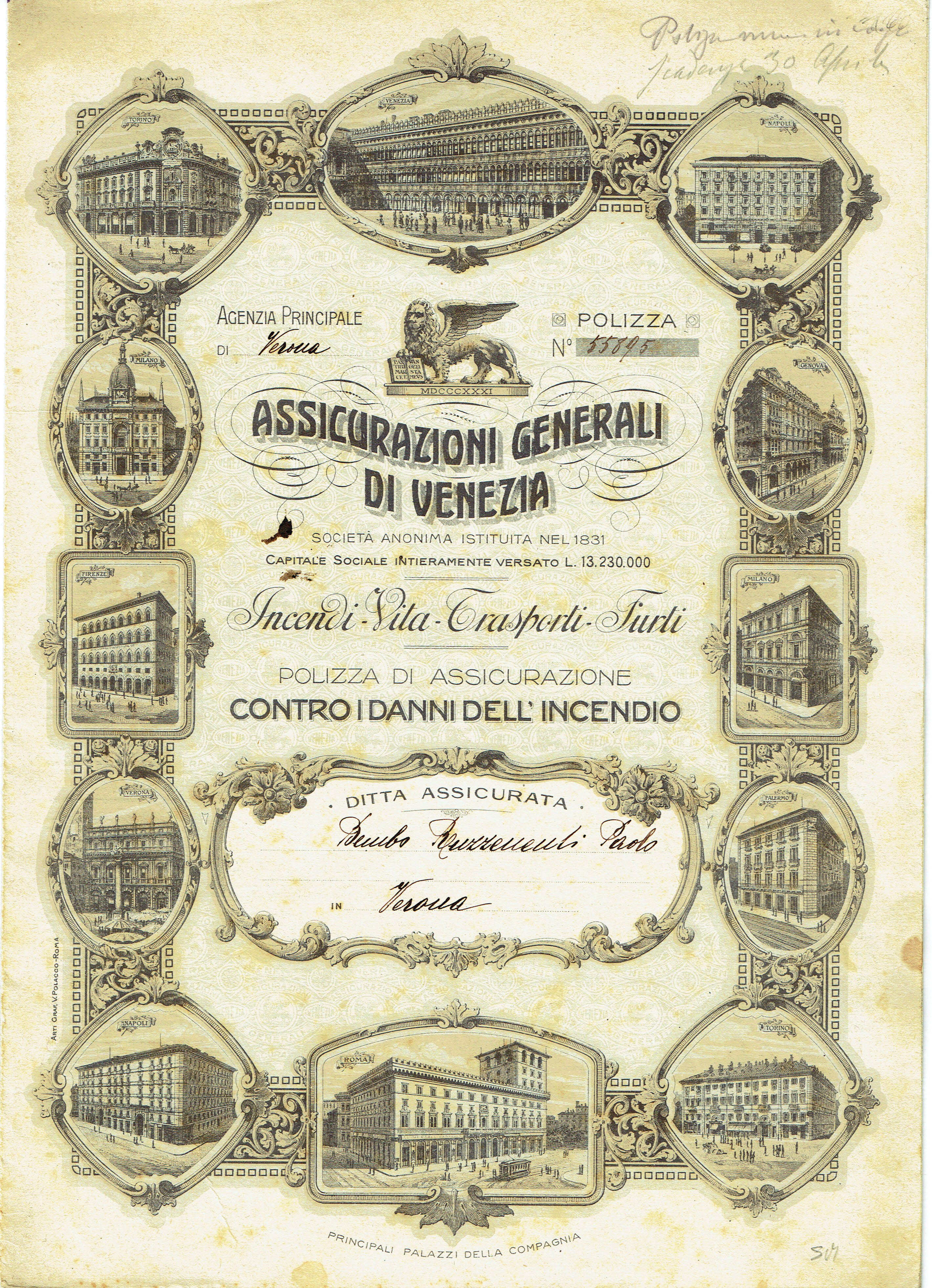
Police d'assurance de l'Assicurazioni Generali en date du 1919.

### La période italienne
En 1918, Trieste, siège de la direction centrale, est rattachée au royaume d'Italie et Assicurazioni Generali devient une société italienne.
En 1920, Edgardo Morpurgo devient président, ce qui marque le début d'une phase d'expansion internationale pour la société. En 1924, en raison notamment de la division de l'empire austro-hongrois, Generali avait établi huit bureaux de gestion à l'étranger et était présente dans soixante succursales et agences réparties dans trente pays. En 1935, la société s'agrandit et compte désormais vingt-neuf filiales en Europe, quatre en Amérique, deux en Afrique et une en Asie. À cette époque, l'image de la société est gérée par Marcello Dudovich, ce qui contribue à sa réputation croissante,. Alleanza Assicurazioni est acquise au cours de cette période.
Cependant, le milieu des années trente est marqué par des défis. La montée des lois raciales et le resserrement des liens avec le fascisme créent un environnement difficile.
Au cours du premier siècle d'activité, les Assicurazioni Generali se sont consolidées et développées grâce à la présence décisive d'actionnaires et de dirigeants d'origine juive, des Morpurgos aux Maurogonatos, des Levi Della Vidas aux Treves de' Bonfilis.
En 1938, alors que les lois raciales se profilent à l'horizon et que Benito Mussolini se rend à Trieste, Morpurgo, alors président, est prié de démissionner et cède la présidence à Giuseppe Volpi di Misurata. À cette époque, Generali est dirigée par l'administrateur délégué Gino Baroncini.
La société fait face à d'importants défis pendant la Seconde Guerre mondiale, notamment les occupations allemande et yougoslave et l'administration britannico-américaine du Territoire libre de Trieste qui s'est ensuivie. Après cette période tumultueuse, les succursales de Generali dans les pays de l'Est ont été expropriées sous les présidences d'Antonio Cosulich (1943-1948) et de Mario Abbiate (1948-1954), ce qui a ajouté à la complexité de la situation.
Entre 1960 et 1968, Baroncini, qui travaillait pour Generali depuis 1937, a occupé le poste de président pendant le boom économique de l'Italie.
En 1963, Assicurazioni Generali crée un service inédit dans le monde : Europ Assistance. Dix personnes sont mobilisées jour et nuit au téléphone pour assister leurs clients.
En 1974, l'entreprise crée Genagricola, qui se concentre sur les activités agricoles du groupe.
En 1976, Generali Belgium est créée à la suite de la fusion des Assurances Générales de Trieste et de Concorde-Minerves.
De 1968 à 1979, Cesare Merzagora est président et restructure l'entreprise de manière plus efficace et plus transparente. Enrico Randone lui succède et occupe le poste jusqu'en 1990.
En 1988, Generali renforce sa présence en France en prenant une participation dans la Compagnie du Midi. L'année suivante, elle devient actionnaire du groupe AXA Midi,. En 1996, Generali prend la décision stratégique de vendre ses actions, fournissant ainsi les liquidités nécessaires à l'achat d'INA Assitalia,,.
Au cours des années 1990, Generali a continué d’innover. En 1994, Generali est la première compagnie à se lancer dans la vente d'assurances à distance en Italie, en créant Genertel,,. En 1996, Generali acquiert la compagnie La France Assurances et fusionne celle-ci avec Concorde Assurances. La nouvelle entité devient « Generali France ».
En 1998, la Banca Generali est créée et Generali acquiert la Banque de la Suisse Italienne (BSI). Créée en tant que banque en ligne, au fil du temps, Banca Generali est devenue un centre bancaire au sein du groupe, évoluant vers le secteur de la banque privée.

### Les dernières années
Après l'acquisition d'INA Assitalia, important institut d'assurances italien, en 2000, Generali a poursuivi sa trajectoire de croissance avec l'acquisition de Toro Assicurazioni en 2006. Au fur et à mesure de son expansion, la société a créé Generali Real Estate en 2011 pour gérer ses activités immobilières.
Generali Real Estate est rapidement devenu un acteur de premier plan sur le secteur, en devenant l'unique propriétaire de CityLife, le nouveau complexe résidentiel et commercial qui se dresse sur le site de l'ancienne foire de Milan au Portello. Parmi les structures notables de CityLife figure l'emblématique tour Generali, conçue par l'archistar Zaha Hadid, qui sert de siège au Groupe à Milan depuis 2019.
En 2013, une importante restructuration de l'entreprise a lieu lorsque la branche italienne d'Assicurazioni Generali fusionne avec INA Assitalia, conduisant à la formation de Generali Italia. La nouvelle entité, qui prend effet le 1er juillet 2013, comprenait Toro Assicurazioni, Lloyd Italico et Augusta Assicurazioni, Philippe Donnet assumant le rôle de directeur général et de directeur national pour l'Italie. Generali cède ses activités de réassurance vie aux États-Unis à Scor pour 910 millions de dollars.
Donnet est devenu directeur général du groupe Generali en mars 2016. Sous sa direction, le Groupe met en œuvre avec succès deux plans stratégiques et les résultats financiers sont en croissance.
En 2018, Generali vend Generali Belgium pour 540 millions d'euros à Ahora Holdings, société basée aux Bermudes. En juillet 2018, Generali cède Generali Leben (sa filiale d'assurance vie)à Viridium. En juillet 2019, Generali annonce l'acquisition de Seguradoras Unidas, filiale du fonds d'investissement Apollo, pour 510 millions d'euros.
En mai 2021, Generali annonce l'acquisition de Cattolica, une compagnie d'assurance italienne, pour 1,17 milliard d'euros.
En juin 2021, Generali s'associe avec Orange, Sanofi et Capgemini pour fonder Future4care, un incubateur pour start-up et un institut spécialisés dans le domaine de la santé numérique.
En février 2022, Generali annonce l'acquisition de La Medicale, la filiale d'assurance médicale du Crédit agricole pour 435 millions d'euros. L'assemblée générale des actionnaires a reconduit Philippe Donnet pour un troisième mandat, confirmant le plan stratégique Lifetime Partner 24 : Driving Growth présenté en décembre 2021. Au cours de la même assemblée, Andrea Sironi, universitaire et président de l'Université Bocconi, est élu président du Groupe.
La société a poursuivi ses efforts d'expansion en juin 2023, en annonçant l'acquisition de Liberty Seguros, un concurrent opérant dans le secteur de l'assurance non-vie en Espagne et au Portugal, auprès du groupe américain Liberty Mutual. L'acquisition, d'un montant de 2,3 milliards d'euros, renforcera le positionnement européen de Generali dans le canal direct et exploitera les fortes capacités de Liberty Seguros dans ce domaine. Generali devient ainsi la quatrième compagnie d'assurance non-vie en Espagne, la deuxième sur le marché portugais et entre dans le top 10 du secteur en Irlande et en Irlande du Nord,.
En juillet 2023, Generali a réalisé une autre acquisition importante, cette fois-ci en rachetant Conning et ses filiales. En outre, la société a conclu un partenariat de dix ans avec Cathay Life, faisant de cette dernière un actionnaire minoritaire (détenant 16,75 % des actions) de Generali Investment Holding, l’entité qui héberge la majorité des activités de gestion d'actifs de Generali. Cette acquisition a renforcé le total des actifs sous gestion de Generali, qui s'élève désormais à un montant substantiel de 775 milliards d'euros, soit une augmentation de 144 milliards d'euros. En conséquence, Generali a revendiqué sa position de neuvième acteur européen en termes d'actifs sous gestion.
En janvier 2025, Generali et BPCE annoncent entrer en discussion pour fusionner leurs activités en gestion d'actif.

## Activité

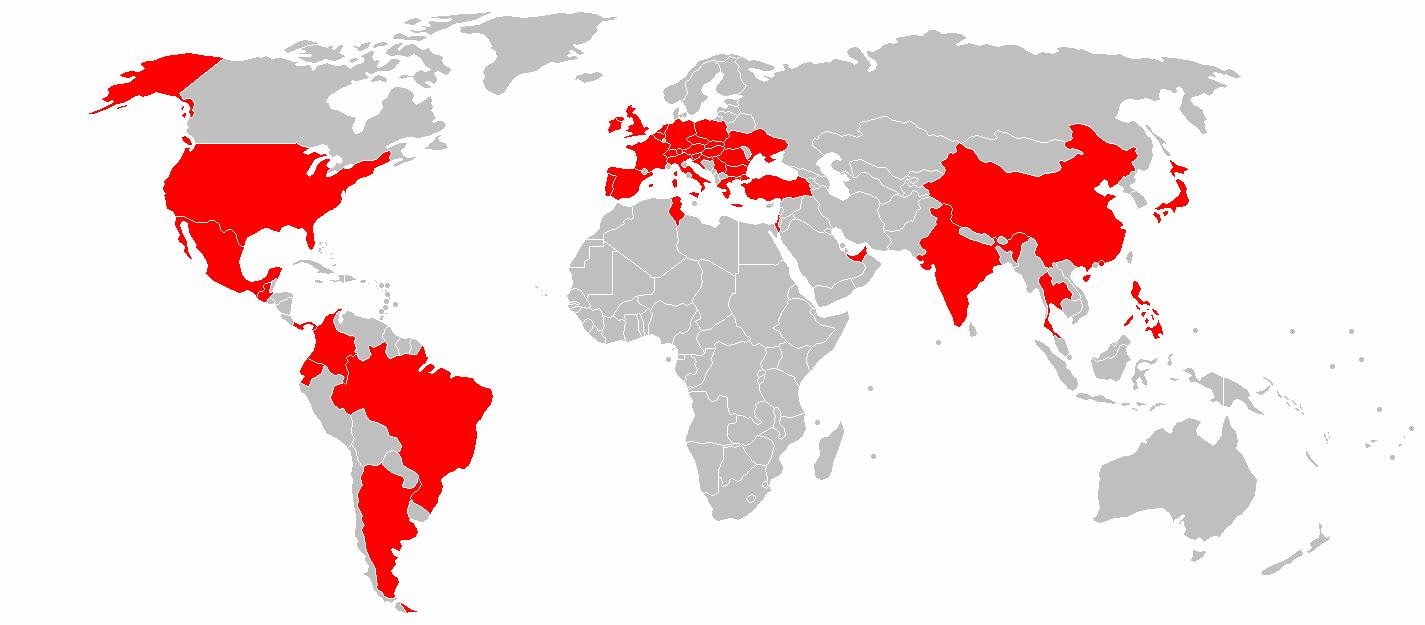
Présence mondiale du groupe Generali.

Generali s'enorgueillit d'une présence mondiale, opérant dans 50 pays à travers un réseau de plus de 400 sociétés.
La structure organisationnelle actuelle de l'entreprise comprend cinq unités opérationnelles distinctes:
- Italie
- Allemagne, Autriche et Suisse
- France et activités mondiales
- International
- Gestion d'actifs et de patrimoine

Le modèle d'entreprise de la société s'articule autour de trois piliers fondamentaux:
- assurance vie
- assurance dommages
- gestion des actifs

Banca Generali est une filiale d'Assicurazioni Generali, qui en détient 50,17 %.

## Présidents exécutifs
- 1995-1999 : Antoine Bernheim[58]
- 1999-2001 : Alfonso Desiata
- 2001-septembre 2002 : Gianfranco Gutty[59]
- septembre 2002-2010 : Antoine Bernheim[58]
- 2010--6 avril 2011 : Cesare Geronzi, aussi président de Mediobanca[58]
- 6 au 30 avril 2011 : Francesco Gaetano Caltagirone (en)
- mai 2011-avril 2012 : Giovanni Perissinotto[60]
- 2012-2016 : Mario Greco (en)
- 2016-présent : Philippe Donnet

## Données boursières
Au 17 avril 2023, les principaux actionnaires d'Assicurazioni Generali étaient:
- 31,72% investisseurs institutionnels
- 13,10% Mediobanca S.p.A.
- 9,77% Groupe Del Vecchio
- 6,23% Caltagirone Groupe
- 4,83% Benetton Group
- 34,35% Autres

## The Human Safety Net
The Human Safety Net est une fondation créée en 2017 avec pour mission de soutenir les individus et les communautés défavorisés, en leur donnant les moyens d'améliorer leurs conditions de vie et de libérer leur potentiel.
Pour remplir sa mission, The Human Safety Net collabore avec environ 60 entités, dont des organisations non gouvernementales (ONG) et des entreprises sociales. Grâce à ces partenariats, la fondation met en œuvre divers programmes destinés à deux cibles principales que sont les familles et les réfugiés.
Le siège de The Human Safety Net est basé dans les Procuratie Vecchie, siège historique de Generali à Venise.

## Parrainage
Generali sponsorise deux stades de football, le Stadion Letná à Prague et le Franz Horr Stadium à Vienne. Depuis plus de quarante ans, Generali sponsorise la Barcolana, une régate internationale qui se tient chaque année dans le golfe de Trieste.
Generali sponsorise deux marathons, le Generali Berlin Half Marathon à Berlin et le Generali München Marathon à Munich.
Generali soutient également la culture et, en France, depuis 1995, elle s'engage à promouvoir et à raviver l'art et la culture italiens. Le premier engagement a été de soutenir la restauration du "Henry III Received at the Villa Contarini" de Giambattista Tiepolo, une fresque représentant l'arrivée du roi Henri III à Venise, exposée au musée Jacquemart-André.